# 少年と魔法のロボット
「少年と魔法のロボット」（しょうねんとまほうのロボット）は、NHKの音楽番組『みんなのうた』で、2013年8月 - 9月に放送された楽曲。

## 概要
作詞、作曲、編曲：40mp　歌は音声合成ソフトのVOCALOIDの1つであるMegpoidのイメージキャラクターである「GUMI」が歌唱している。
本番組で人間の声以外による歌唱は番組史上初の試みであり、放送前から大きな話題を集めることとなった。
自分の声に自信が持てない少年が思い通りに歌う魔法のロボットに夢を託すという内容の楽曲であり、まさしくVOCALOIDをイメージしたものとなっている。
映像は多くのVOCALOID関連の楽曲のPVを手掛けてきたイラストレーターである「たま」が担当した。
初回放送から2か月後の2013年10月～11月にもお楽しみ枠で再放送され、その後もお楽しみ枠、リクエストで定期的に再放送されている。
2013年9月27日にはニコニコ動画、YouTube等の動画サイトでフルバージョンのPVが公開された。映像は番組と同様たまによる製作であるが番組放送版とは異なっている。

## 収録
- 「少年と魔法のロボット VOCALOID BEST,NEW RECORDINGS」（DGSA-10079 2013年9月18日）　　40mpのベストアルバム
- 「NHKみんなのうた 55 アニバーサリー・ベスト ～ともだちみつけた～」（VICG-60848　2016年4月27日）　ビクターエンタテインメントより発売　TVサイズ版を収録